# Frank (inslagkrater)
Frank is een inslagkrater op de planeet Venus. Frank werd in 1991 genoemd naar Anne Frank (1929-1945), het Joods meisje dat tijdens de Tweede Wereldoorlog, toen ze ondergedoken zat in Amsterdam, haar dagboek schreef.
De krater heeft een diameter van 22,7 kilometer en bevindt zich in het quadrangle Alpha Regio (V-32) op Tinatin Planitia, ten zuiden van de inslagkraters Xantippe en Leslie.